# 佐々木祐麻
佐々木 祐麻、佐佐木 祐麻（ささき ゆうま）は、日本のディレクター、放送作家。

## 人物
あだ名は、名前を略して「ささゆ」。（櫻井孝宏が命名）
坂道グループが好きなことから鈴村健一から「ざっかー」と呼ばれる。
ABEMAや文化放送と関与する事が多い。
声優の田中文哉と親交がある。また、SuchmosのOKと高校の同級生。
『P.S.元気です。孝宏 ～Take it オージー!!～』のロケ中に一番好きな食べ物を「グラタン」と明かしたことで、次のロケで櫻井孝宏がグラタンを作る。
服好きを公言し、好きなブランドは『sacai』。
イベント「櫻井孝宏の誕生日2022」で、King Gnuの一途を生歌唱した。

## 現在の担当番組
- P.S.元気です。孝宏（文化放送 超!A&G+）
- 藤田茜シーズン1（音泉）
- 下野紘・巽悠衣子の小説家になろうラジオ（文化放送）
- 小原莉子と会沢紗弥のセカイこーしんちう（ニコニコチャンネル）
- ロンドンブーツ1号2号田村淳のNewsCLUB（文化放送）
- 逢田梨香子×ザテレビジョン「逢いたい！」（ニコニコチャンネル）
- BS日テレ Shopping　こだわりの逸品をあなたに…いいものデリ（BS日テレ）
- 高宮まり×ザテレビジョン 高宮まりちゃんねる（ニコニコチャンネル）
- これぞ久本 スゴすぎ逸品SHOW（日テレ）
- 坂本昌行 GIFT for X（テレビ東京・ひかりTV）

## 過去の担当番組

### ディレクター
2018年
- 原宿AbemaNews（ABEMA）[2]
- けやき坂アベニュー（ABEMA）[2]
- 小野賢章のおののみ（文化放送）[3]

2019年
- アベマde週末ボートレース（ABEMA）[4]

2020年
- TVアニメ「社長、バトルの時間です！」★最終回直前特番★社長、スペシャル配信の時間です！
- eファンタジーTV in アニ玉祭 （第8回 アニ玉祭）
- TVアニメ「無能なナナ」スペシャル企画【ナナチャレ】
- ヒプノシスマイク ヒプアニ -Division Rap School-

2021年
- 保住有哉の回復術士への道（YouTube）
- 幼なじみが絶対に負けないラブコメ 群青チャンネル（YouTube）

### 放送作家
2013年
- 有限会社チェリーベル（文化放送 超!A&G+）
- A&G Girls Project Trefle（文化放送 超!A&G+）
- 野中藍・石川由依のラジオ Operating System（文化放送 超!A&G+）
- 戸松遥のココロ☆ハルカス（文化放送 超!A&G+）
- 寿美菜子のラフラフ（文化放送 超!A&G+）

2014年
- TrysailのTRYangle harmony（文化放送 超!A&G+）

2015年
- たけしの家庭の医学（朝日放送テレビ）
- さんぽサンデー（テレビ朝日）

2016年
- マサカの確率 備えあれば憂いなし！（日本テレビ）[2]

2018年
- ソラとウミのアイダ公式生放送「ソラウミアワー！」（YouTube）
- トリニティマスター〜トリマスのトクバン〜（YouTube）
- 『ワイルドアームズ ミリオン メモリーズ』最新情報発表プログラム（YouTube）
- 「天下統一恋の乱〜出陣　雑賀４人衆〜」夏だよ、雑賀４人衆全員集合。（ニコニコ生放送）
- 『BLEACH Brave Souls』“卍解”生放送 TGS2018 スペシャル!!”（東京ゲームショウ2018）
- うたの☆プリンスさまっ♪ Shining Live 1周年記念ステージ（東京ゲームショウ2018）
- キャプテン翼～たたかえドリームチーム～ TGS2018 スペシャルステージ（東京ゲームショウ2018）
- テイルズ オブ ザ バー ～イベント企画会議の集い（ニコニコ生放送）
- PS4®版『BORDER BREAK』リリース記念スペシャル（YouTube）
- PS4®版『BORDER BREAK』公式生放送・秋特番（YouTube）
- 『金色のコルダ オクターヴ』特別生放送（YouTube）
- BLEACH Brave Souls“卍解”生放送年末スペシャル2018!!（YouTube）

2019年
- BLEACH Brave Souls “卍解”生放送（YouTube）
- 「うたの☆プリンスさまっ♪ Shining Live」AnimeJapan 2019 ステージ
- BLEACH Brave Souls “卍解”生放送 AnimeJapan 2019 スペシャル！！
- 「キャプテン翼～たたかえドリームチーム～」アニメジャパン 2019スペシャルステージ
- 運命選択RPG『イドラ ファンタシースターサーガ』ハーフアニバーサリー記念特番！（YouTube）
- BLEACH Brave Souls 4周年記念“卍解”生放送!!（YouTube）
- 運命選択RPG『イドラ ファンタシースターサーガ』夏だ！海だ！イドラだ！IDOLA公式生放送！（YouTube）
- 運命選択RPG『イドラ ファンタシースターサーガ』１周年アニバーサリー前夜祭記念生放送！（YouTube）
- 運命選択RPG『イドラ ファンタシースターサーガ』祝！１周年アニバーサリー特番！（YouTube）
- 『MT：エピック・オーダーズ』リリース記念！公式生放送（YouTube）

- Gemini Seed 1周年記念公式生放送（ニコニコ生放送）
- 『シェンムーⅢ』発売記念生放送「裕さんとシェンムーⅢを語りつくそう」（YouTube）
- PS4『龍が如く7』世界最速実況プレイSP（YouTube）
- BLEACH Brave Souls“卍解”生放送 X’masスペシャル2019!!（YouTube）

2020年
- 運命選択RPG『イドラ ファンタシースターサーガ』Happy New IDOLA 2020特番！（YouTube）
- 『信長の野望 Online ～天楼の章～』“第六天魔王”アップグレード実装決定記念公式生放送（YouTube）
- 初音ミク Project DIVA MEGA39's！ 発売直前ダヨー！公式生放送ナノー！ （YouTube）
- 運命選択RPG『イドラ ファンタシースターサーガ』公式生放送「EPISODE 2」情報公開 第１弾！（YouTube）
- BLEACH Brave Souls春の“卍解”生放送2020!!（YouTube）
- FFBE幻影戦争公式番組 〜小野賢章のリオニス国営放送〜#2（YouTube）
- 運命選択RPG『イドラ ファンタシースターサーガ』「EPISODE 2」直前！情報大公開放送（YouTube）
- 初音ミク Project DIVA MEGA39's公式生放送 新情報解禁SP（YouTube）
- 『遙かなる時空の中で７』発売記念生放送（YouTube）
- 運命選択RPG『イドラ ファンタシースターサーガ』夏の大型アップデート　情報大公開放送！（YouTube）
- 頭文字Ｄ 特別生放送（YouTube）
- BLEACH Brave Souls 5周年記念“卍解”生放送!!（YouTube）
- FFBE幻影戦争公式番組 〜小野賢章のリオニス国営放送〜#3（YouTube）
- ふるーつふるきゅーと！〜創生の大樹と果実の乙女〜1stアニバーサリー直前生放送（ニコニコ生放送）
- 「脱獄ごっこ」1周年記念オンラインイベント
- BLEACH Brave Souls ”卍解” 生放送 TGSオンラインスペシャル!!
- BURN THE WITCH 公開直前生放送
- Gemini Seed 2周年記念公式生放送
- 『BLEACH Soul Rising』秋のスペシャル生放送
- 運命選択RPG 『イドラ』公式番組　「イドラ ファンタシースターサーガ」 2周年記念生放送！（YouTube）
- FFBE幻影戦争公式番組 〜小野賢章のリオニス国営放送〜#4（YouTube）
- 『頭文字D THE ARCADE』公式生放送 ♯1（YouTube）
- 『ぷよぷよ™テトリス®２』オンラインイベント「みんなでぷよテトパーティー！！」
- デタリキZ　2021年アプデ盛り沢山公式生放送（YouTube）
- 年忘れ！BLEACH Brave Souls “卍解”生放送 年末スペシャル2020!!（YouTube）

#### 2021年
- 運命選択RPG 『イドラ』公式番組「イドラ ファンタシースターサーガ」 2021新春生放送！
- 「MOONSTAR Presents 第1回『脱獄ごっこ』グランプリ」（オンラインイベント）
- ふるーつふるきゅーと！～創生の大樹と果実の乙女～1.5周年バレンタイン特番
- 『頭文字D THE ARCADE 公式生放送 #2』
- 『恋姫†夢想』×『デタリキZ』コラボ記念【緊急作戦会議】
- 『FFBE幻影戦争 リオニス国営放送 7』
- 『FFBE幻影戦争 リオニス国営放送#8』1.5 Year Anniversary 記念スペシャル‼
- FIFA MOBILE 大型アップデート記念生放送～デル・ピエロ LIVE～
- うたの☆プリンスさまっ♪ Shining Live　春の大型キャンペーン2021特別生放送
- 頭文字D THE ARCADE 公式生放送＃3 夏のバージョンアップ情報公開！
- BLEACH Brave Souls 6周年記念“卍解”生放送!!

## 作品

### テレビCM
- 「スレイヤーズ30周年記念イベント」（KADOKAWA）[5]

### Blu-ray/DVD
- 藤田茜シーズン1～下地紫野さんと行く静岡の旅だよ藤田さん～（音泉）
- ちおちゃんの通学路 Blu-ray/DVD BOX特典 ちおさんぽ（KADOKAWA）[6]
- My Everything-青の時間-／ニコラス・エドワーズ（ユニバーサル ミュージック）
- 高橋李依・上田麗奈 仕事で会えないからラジオはじめました。～仲良し旅in伊豆～（音泉）
- ゆうきとゆいのラジオで2人暮らし～ゆうきとゆいのとある日常～（音泉）
- 針の穴／川嶋あい（つばさレコーズ）[7]
- Blu-ray：劇場版SHIROBAKO 豪華版 ネタバレだらけのキャストトーク
- Blu-ray/DVD 無能なナナ Vol.1 実写特典映像「ナナチャレ」出張版①・②・③
- 川嶋あいのファンクラブ限定【DX BOX】クッキング編
- DVDその2「高橋李依・上田麗奈 仕事で会えないからラジオはじめました。～本当に会えないとDVDはじめられません〜」

### 映像
- 映画「このすば」×EJアニメシアター新宿 カフェ＆ギャラリー（KADOKAWA）
- 劇場版 幼女戦記 スペシャルイベント ～第203航空魔導大隊祝賀会～（KADOKAWA）[8]
- ジョジョの奇妙な冒険 ラストサバイバー（バンダイナムコ）[9]
- TVアニメ「プランダラ」／リヒトー役 中島ヨシキさん&陽菜役 本泉莉奈さんによるプリンクッキング動画（KADOKAWA）[10]
- 「高橋李依・上田麗奈 仕事で会えないからラジオ始めて81回たちました生配信」オープニング映像
- 『デート・ア・ライブ』10周年記念！キャラクターお祝いボイス
- 『デート・ア・ライブ』エイプリルフール企画『デート・ア・ライブ ガールズサイド』
- 究極進化したフルダイブRPGが現実よりもクソゲーだったら「キスイダ！」振り付けレクチャー動画～キスイダダンスダイスキダ！
- TVアニメ「#聖女の魔力は万能です」キャスト生配信特番
- TVアニメ「カッコウの許嫁」～凪とエリカの夏祭り～

## 出演

### DVD
- P.S.元気です。孝宏 ～Take it オージー!!～
- P.S.元気です。孝宏 ～コインおじさんと鉄の貴婦人～
- P.S.元気です。孝宏 ～Lyfting Drive U.S.A.～
- P.S.元気です。孝宏 ～オーロラナイトイッポン～
- P.S.キャンプです。孝宏

### イベント
- P.S.夜です。孝宏 四軒目[11]
- P.S.元気です。孝宏 生配信特番
- 櫻井孝宏の誕生日[12]
- 生配信トークイベント「P.S.どうやらしゃべりたいんです。孝宏」
- P.S.どうやらしゃべりたいんです。孝宏 第2便
- 櫻井孝宏の誕生日2021
- P.S.どうやらしゃべりたいんです。孝宏 第3便
- P.S.どうやらしゃべりたいんです。孝宏 第4便
- 櫻井孝宏の誕生日2022
- P.S.どうやらしゃべりたいんです。孝宏 第5便